# Ernest Rutherford
Ernest Rutherford, 1. Baron Rutherford of Nelson  (ur. 30 sierpnia 1871 w Brightwater, zm. 19 października 1937 w Cambridge) – brytyjski fizyk urodzony w Nowej Zelandii, noblista, jeden z pionierów fizyki jądrowej, badał rozpady promieniotwórcze.
W roku 1908 otrzymał za to Nagrodę Nobla w dziedzinie chemii. Już jako noblista Rutherford potwierdził istnienie jądra atomowego oraz protonów. 
Odkrycie jądra atomowego pozwoliło między innymi na zmianę paradygmatu w fundamentach fizyki – stworzenie kwantowego modelu atomu przez Bohra, przewidzenie falowej natury elektronów przez de Broglie’a i sformułowanie pełnej mechaniki kwantowej przez Heisenberga, Schrödingera i Borna. W co najmniej jednym z rankingów fizyków Rutherford znalazł się w pierwszej dziesiątce wszech czasów.

## Życiorys
Rodzina Ernesta Rutherforda wyemigrowała z Anglii do Nowej Zelandii, zanim się on urodził. Prowadzili udaną farmę w pobliży miasta Nelson, urodził się w Spring Grove (teraz Brightwater), rodzice kilka razy zmieniali miejsce zamieszkania. Studiował w Nelson College, a doktorat otrzymał w Canterbury College (teraz University of Canterbury). Głównym polem jego badań była w tym czasie elektryczność.
Krótko pracuje jako nauczyciel, ale bez powodzenia. W roku 1895 uzyskuje stypendium z Auckland University College i przybywa do Europy. Podjął pracę naukową w Wielkiej Brytanii w Laboratorium Cavendisha, będącym częścią Uniwersytetu w Cambridge. W latach 1895–1898 prowadził badania nad promieniowaniem wytwarzanym przez niektóre pierwiastki chemiczne. Odkrył, że ta radiacja zawiera dwie składowe obdarzone ładunkiem elektrycznym. Promienie dodatnie nazwał promieniowaniem alfa, ujemne – promieniowaniem beta.
W roku 1898 Rutherford otrzymał posadę w katedrze fizyki na Uniwersytecie McGilla w Montrealu.
W roku 1907 Rutherford podjął pracę na Victoria University of Manchester (od 2004 r. w składzie Uniwersytetu Manchesterskiego). Podczas pracy w tym ośrodku wykonał eksperyment Rutherforda, zaliczany do dziesięciu najpiękniejszych eksperymentów z fizyki. Cząstki alfa przepuścił przez bardzo cienką złotą folię. Rozkład kątowy rozproszonych cząstek skłonił Rutherforda do wysnucia wniosku, że cała masa oraz dodatni ładunek atomu skupiony jest w bardzo niewielkiej objętości. W ten sposób potwierdził on eksperymentalnie istnienie jądra atomowego.
Badając zachowanie pierwiastków radioaktywnych udowodnił, że źródłem promieniowania tych pierwiastków jest spontaniczny rozpad promieniotwórczy. W roku 1908 otrzymał za to odkrycie Nagrodę Nobla w dziedzinie chemii.
Kolejnym osiągnięciem Rutherforda było dokonanie przemiany atomów azotu w atomy tlenu.
W roku 1919 Rutherford został szefem Laboratorium Cavendisha. Pod jego nadzorem prowadzono prace, które zostały nagrodzone trzema Nagrodami Nobla:
- James Chadwick zaobserwował eksperymentalnie neutrony;
- John Cockcroft oraz Ernest Walton rozbili jądro atomowe, korzystając z akceleratora cząstek;
- Edward Victor Appleton udowodnił istnienie jonosfery.

Rutherford miał przepuklinę pępkową, do której podtrzymywania nosił pas przepuklinowy. W październiku 1937 upadł podczas prac w swoim ogrodzie, co spowodowało uwięźnięcie przepukliny. Mimo operacji, wykonanej następnego dnia w Cambridge w sali operacyjnej domu opieki Evelyn Nursing Home (od 1983 The Evelyn Hospital), nastąpiło ogólne zakażenie organizmu, wskutek którego Rutherford zmarł wieczorem 19 października 1937.

## Upamiętnienie

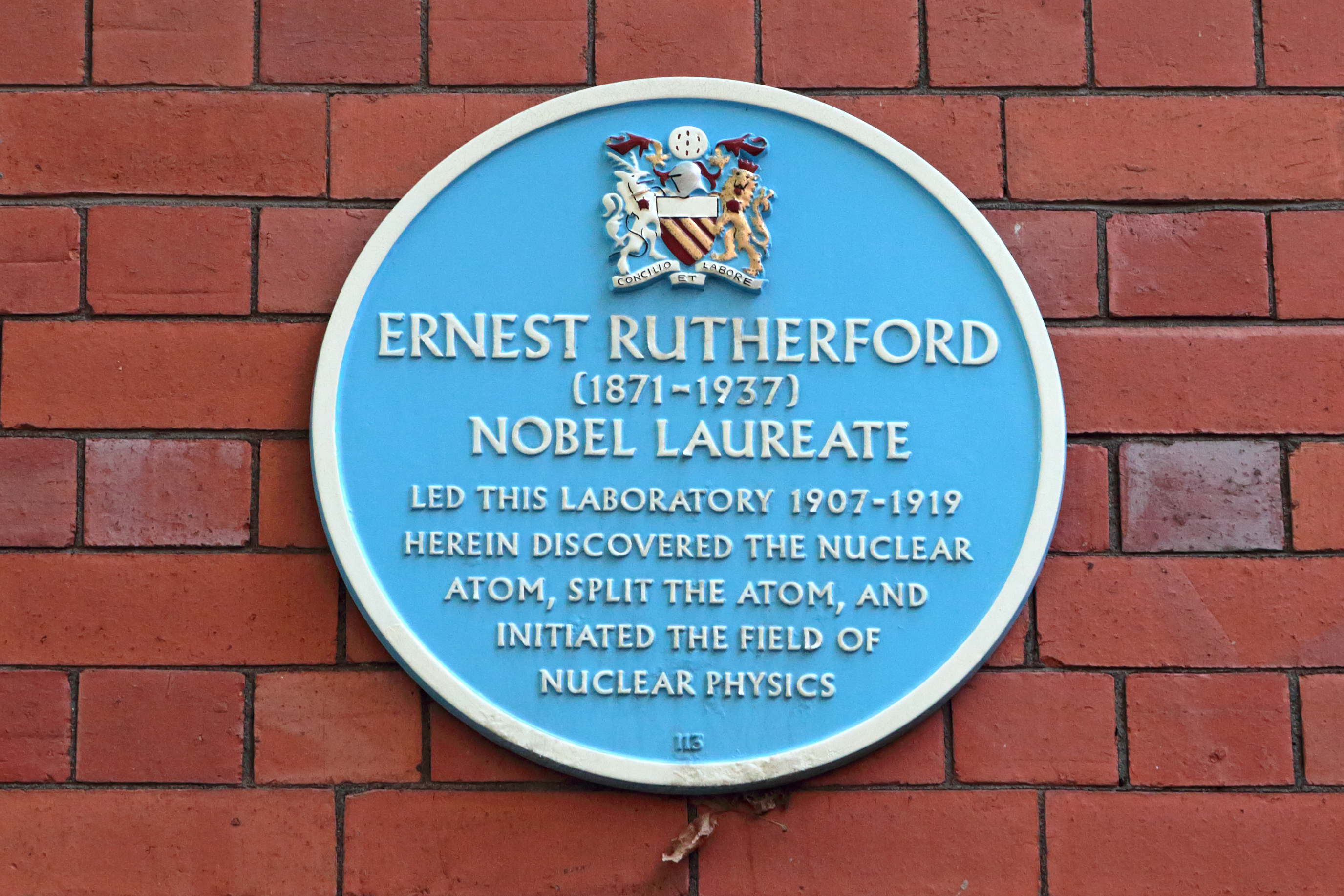
Tablica na budynku laboratorium w Manchesterze, gdzie uczony prowadził badania

W 1997 roku jego nazwiskiem nazwano sztuczny pierwiastek 104 (łac. unnilquadium), oznaczany Rf.